# Acrida
Genre

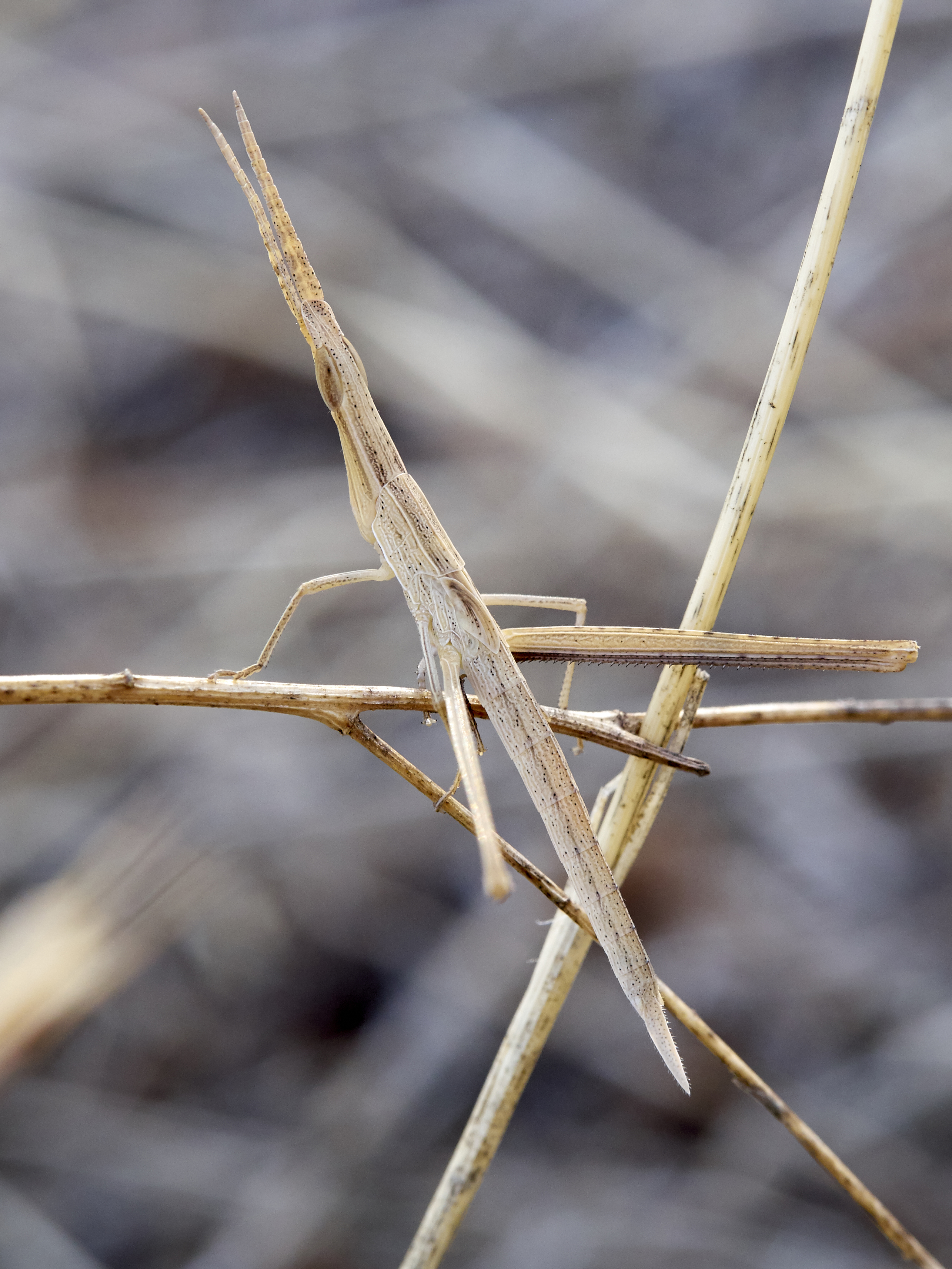
Un Acrida ungarica vu près de Koroni, en Grèce. Juillet 2017.

Acrida est un genre d'orthoptères caelifères de la famille des Acrididae. Certains de ces criquets portent le nom vernaculaire de truxales.

## Liste des espèces
Selon Orthoptera Species File (18 mars 2014) :
- Acrida acuminata Stål, 1873
- Acrida anatolica Dirsh, 1949
- Acrida antennata Mishchenko, 1951
- Acrida bara Steinmann, 1963
- Acrida bicolor (Thunberg, 1815)
- Acrida cinerea (Thunberg, 1815)
- Acrida confusa Dirsh, 1954
- Acrida conica (Fabricius, 1781)
- Acrida coronata Steinmann, 1963
- Acrida crassicollis Chopard, 1921
- Acrida crida Steinmann, 1963
- Acrida curticnema Liu, 1981
- Acrida exaltata (Walker, 1859)
- Acrida excentrica Woznessenskij, 1998
- Acrida exota Steinmann, 1963
- Acrida formosana Steinmann, 1963
- Acrida fumata Steinmann, 1963
- Acrida gigantea (Herbst, 1786)
- Acrida granulata Mishchenko, 1951
- Acrida gyarosi Steinmann, 1963
- Acrida herbacea Bolívar, 1922
- Acrida hsiai Steinmann, 1963
- Acrida incallida Mishchenko, 1951
- Acrida kozlovi Mishchenko, 1951
- Acrida liangi Woznessenskij, 1998
- Acrida lineata (Thunberg, 1815)
- Acrida madecassa (Brancsik, 1893)
- Acrida maxima Karny, 1907
- Acrida montana Steinmann, 1963
- Acrida oxycephala (Pallas, 1771)
- Acrida palaestina Dirsh, 1949
- Acrida propinqua Burr, 1902
- Acrida rufipes Steinmann, 1963
- Acrida shanghaica Steinmann, 1963
- Acrida subtilis Burr, 1902
- Acrida sulphuripennis (Gerstaecker, 1869)
- Acrida testacea (Thunberg, 1815)
- Acrida tjiamuica Steinmann, 1963
- Acrida turrita (Linnaeus, 1758)
- Acrida ungarica (Herbst, 1786)
  - sous-espèce Acrida ungarica mediterranea Dirsh, 1949
  - sous-espèce Acrida ungarica ungarica (Herbst, 1786)
- Acrida willemsei Dirsh, 1954